# Stazzano
Stazzano, (Stassan  en piemontès) és un municipi situat al territori de la província d'Alessandria, a la regió del Piemont (Itàlia).
Limita amb els municipis de Borghetto di Borbera, Cassano Spinola, Sardigliano, Serravalle Scrivia i Vignole Borbera.
Pertanyen al municipi les frazioni d'Albarasca, Case Costa, Monterosso, i Vargo.

## Galeria fotogràfica

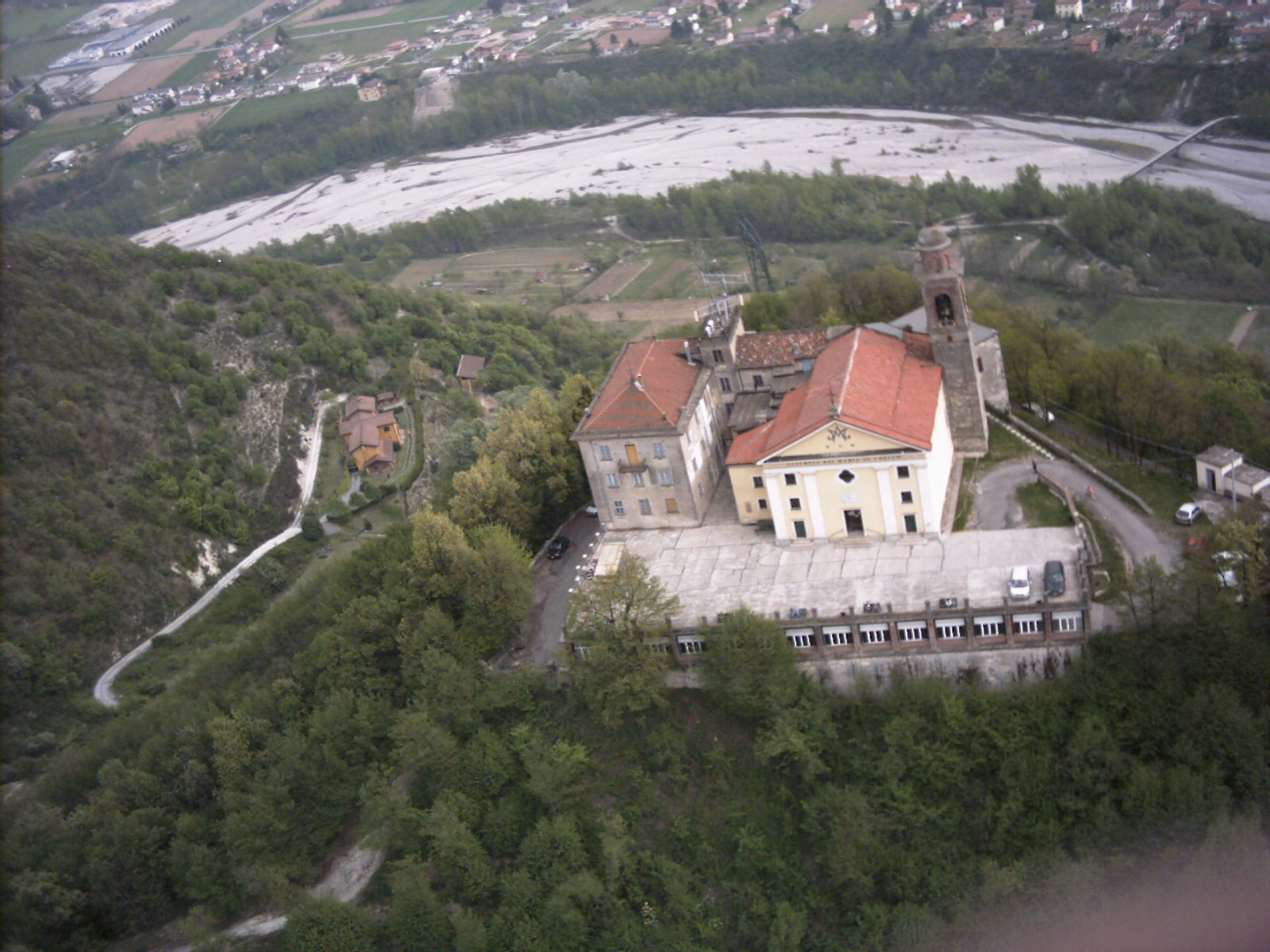
Vista del santuari de Montespineto
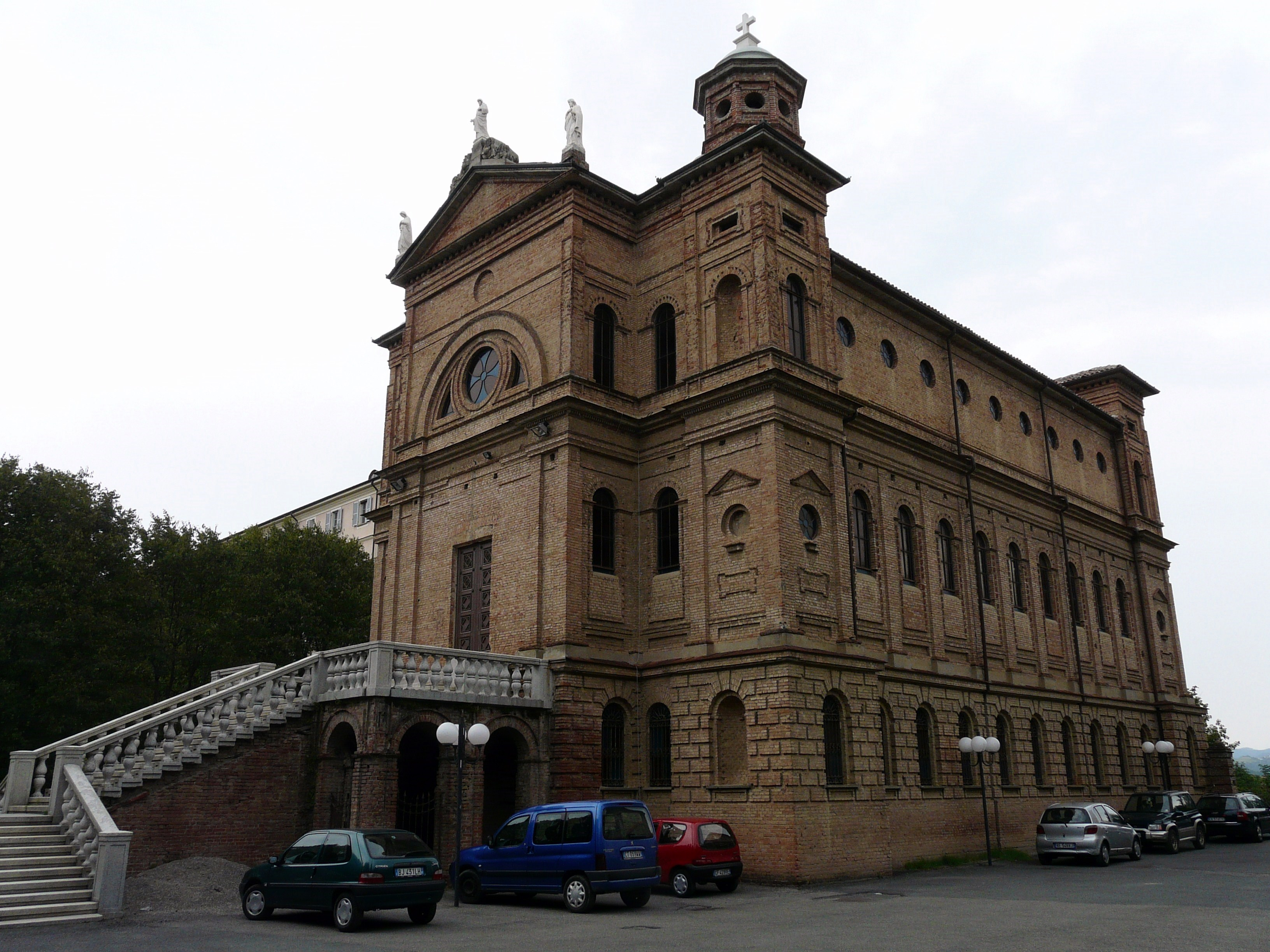
Ex-santuari del Sagrat Cor